# ۲ اسلحه
۲ اسلحه (به انگلیسی: 2Guns) فیلمی اکشن کمدی، محصول سال ۲۰۱۳ آمریکا به کارگردانی بالتاسار کورماکور و نویسندگی بلیک مسترز است که ستارگانی همچون دنزل واشینگتن و مارک والبرگ در آن ایفای نقش کرده‌اند. این فیلم در ۲ اوت ۲۰۱۳ توسط یونیورسال پیکچرز در ایالات متحده اکران شد.

## داستان
رابرت ترنچ (دنزل واشینگتن) و مایکل استیگمن (مارک والبرگ) ۲ خلافکاری هستند که بعد از ملاقات با یک قاچاقچی بزرگ مواد مخدر به نام پاپی گرکو در مکزیک توسط پلیس دستگیر می‌شوند. استیگمن از این مسئله که دوستش رابرت ترنج یک مأمور مخفی دی‌ایی‌ای است و گزارش عدم موفقیت در دریافت کوکائین از پاپی گرکو را به رئیسش داده خبر نداشت. قرار بود او از این کوکایین به عنوان شاهدی برای دستگیری پاپی گرکو استفاده کند. برخلاف دستور رئیس، رابرت ترنج اصرار بر ادامه دادن عملیات به شکل مخفی و ادامه همکاری با استیگمن برای سرقت ۳ میلیون از پول‌های گرکو داشت (تا به این دلیل گرکو را به جرم پول‌شویی تحت تعقیب قرار دهند)

از طرف دیگر مایکل استیگمن نیز یک مأمور اطلاعاتی نیروی دریایی ارتش آمریکاست که از فرمانده خود دستور می‌گیرد دوستش، رابرت ترنچ را بکشد؛ بنابراین بعد از مرگ وی، آنها می‌توانند تمام این پول را صرف هزینه عملیات‌های مخفی نیروی دریایی کنند و …

## بازیگران
- دنزل واشینگتن در نقش رابرت ترنچ
- مارک والبرگ در نقش استیگمن
- پائولا پاتون در نقش دبی
- بیل پکستون در نقش ارل
- فرد وارد در نقش دریادار
- جیمز مارسدن در نقش فرمانده کویینز
- امبر چایلدرز
- ادوارد جیمز آلمس
- رابرت جان بروک

## فروش
تا تاریخ ۱۶ نوامبر ۲۰۱۳، فیلم دو اسلحه موفق به کسب درآمد ۷٬۶۱ دلاری در آمریکای شمالی و ۵۶٬۳۲ دلاری در سایر کشورها شد. با این حساب این فیلم که با بودجه‌ای معادل ۶۱ میلیون دلار ساخته شده بود موفق به کسب درآمد کلی ۱۳۱٬۹۴۰٬۴۱۱ دلاری شد.

## پیوندها
- ۲ اسلحه در بانک اطلاعات اینترنتی فیلم‌ها (IMDb)
- ۲ اسلحه در راتن تومیتوز